# Demetri Martin
Demetri Martin (født d. 25. maj 1973) er en græsk-amerikansk skuespiller, komiker, kunstner og forfatter. Han har bl.a. medvirket i filmen Taking Woodstock.

## Værker

### Albums & specials
- If I (2004)
- These Are Jokes (2006)
- Person (2007)
- Standup Comedian. (2012)
- Live (At The Time) (2015)
- The Overthinker (2018)
- Demetri Deconstructed (2024)

### TV-shows
- Important Things with Demetri Martin (2009–2010)

### Bøger
- This Is a Book, April 2011, ISBN 978-0446539708.
- 19 1/2 Stories, 2017

### Kunstsamlinger
- Point Your Face at This, March 2013, ISBN 978-1455512058.
- If It's Not Funny It's Art, September 2017 ISBN 978-1538729045.

### Film
- Dean (2016)